# Apparizione dell'angelo ad Agar e Ismaele
Apparizione dell'angelo ad Agar e Ismaele è un dipinto di Gioacchino Assereto. Eseguito verso il 1640, è conservato alla National Gallery di Londra.

## Descrizione
L'opera, di cui esiste un'altra versione conservata a Palazzo Rosso (Genova), raffigura l'episodio biblico della serva Agar e del figlio Ismaele, allontanati da Abramo, smarriti nel deserto di Bersabea e privi d'acqua; alla madre Dio mandò un angelo, che le disse: